# Hippasa elienae
Hippasa elienae is een spinnensoort in de taxonomische indeling van de wolfspinnen (Lycosidae).
Het dier behoort tot het geslacht Hippasa. De wetenschappelijke naam van de soort werd voor het eerst geldig gepubliceerd in 2005 door Mark Alderweireldt & Rudy Jocqué.